# サンザシ属
サンザシ属（サンザシぞく）は、バラ科の属の一つ。
日本では、中国から持ち込まれた Crataegus cuneata がサンザシとして良く知られる。
ヨーロッパ、アジア、北アメリカなど、北半球の温帯に分布する。アメリカ・ミズーリ州の州花。英国では5月に花が咲くことから、メイフラワーとして知られる。英語で hawthorn（ホーソーン）とよばれるものは、垣根に使うトゲのある樹という意味があり、haw（ホー）は古い英語で haga （垣根）を、 thorn（ソーン）はトゲを意味する語からなる。
果実は、生薬、健康食品、ドライフルーツ、生食、菓子の材料などに用いられる。

## 分布・種
サンザシ属は大半が北半球の温帯地域に広く分布する。交雑しやすい特性から、過去に記録された種は1000種を超える。ヨーロッパの原産種が20種、中国の原産種は18種あるが、北米では膨大な野生種が見られ原種がはっきりしない。現在は約140種がサンザシ属として分類されている。
その多様性ゆえ、分類が疑わしい種類がある。かつては、ナシ亜科やシモツケ亜科への分類が議論されていたが、現在はサクラ亜科に統合されている。
この属の多くの種はアポミクシスである。
日本の自生種としては、クロミサンザシ、オオバサンザシの二種を数えるだけで、前者は北海道と長野県、後者は北海道の根室地方に見られる。

## 特徴

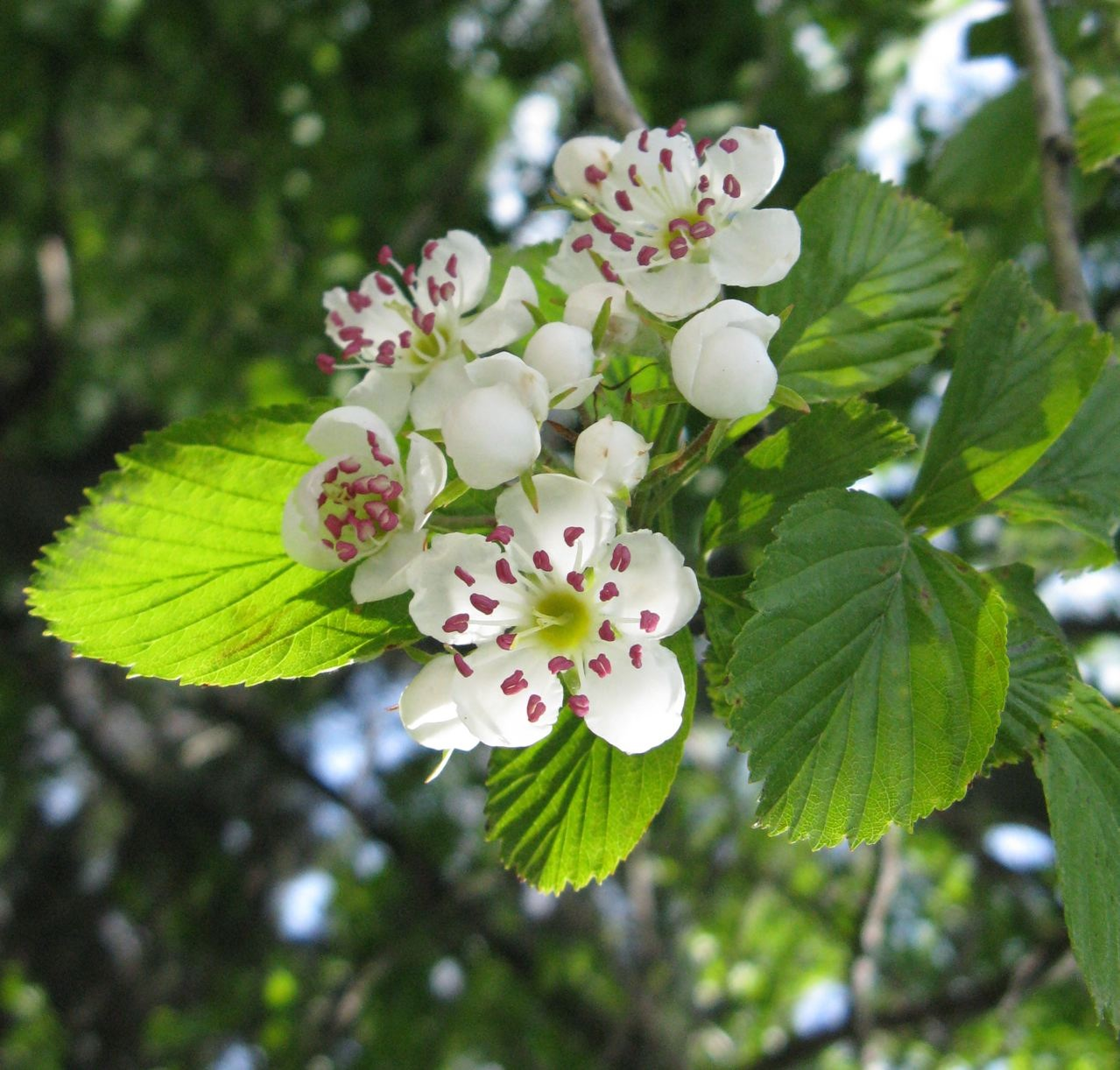
Crataegus punctataの花

落葉性の灌木であり、多くの棘がある。樹高は、多くは2 - 3メートルの灌木であるが、セイヨウサンザシは数メートルに達する。春に白い花をたくさん咲かせ、ピンク色を帯びたものもある。その後小さな果実を実らせる。果実は1 - 5個の種子を含む。葉と共に野生動物や昆虫の食料となる。
実生か接木で容易に増やすことが出来る。特にザイフリボク属やナナカマド属との接木の相性が良い。

## 利用
サンザシ属は園芸と果実の利用のために古くから家庭で栽培されてきた。ヨーロッパでは生命力の強さの象徴とされるとともに、不快な花の香りによって、玄関先のリース飾りやメイポールなどの魔除けに使用されている。

### 生薬

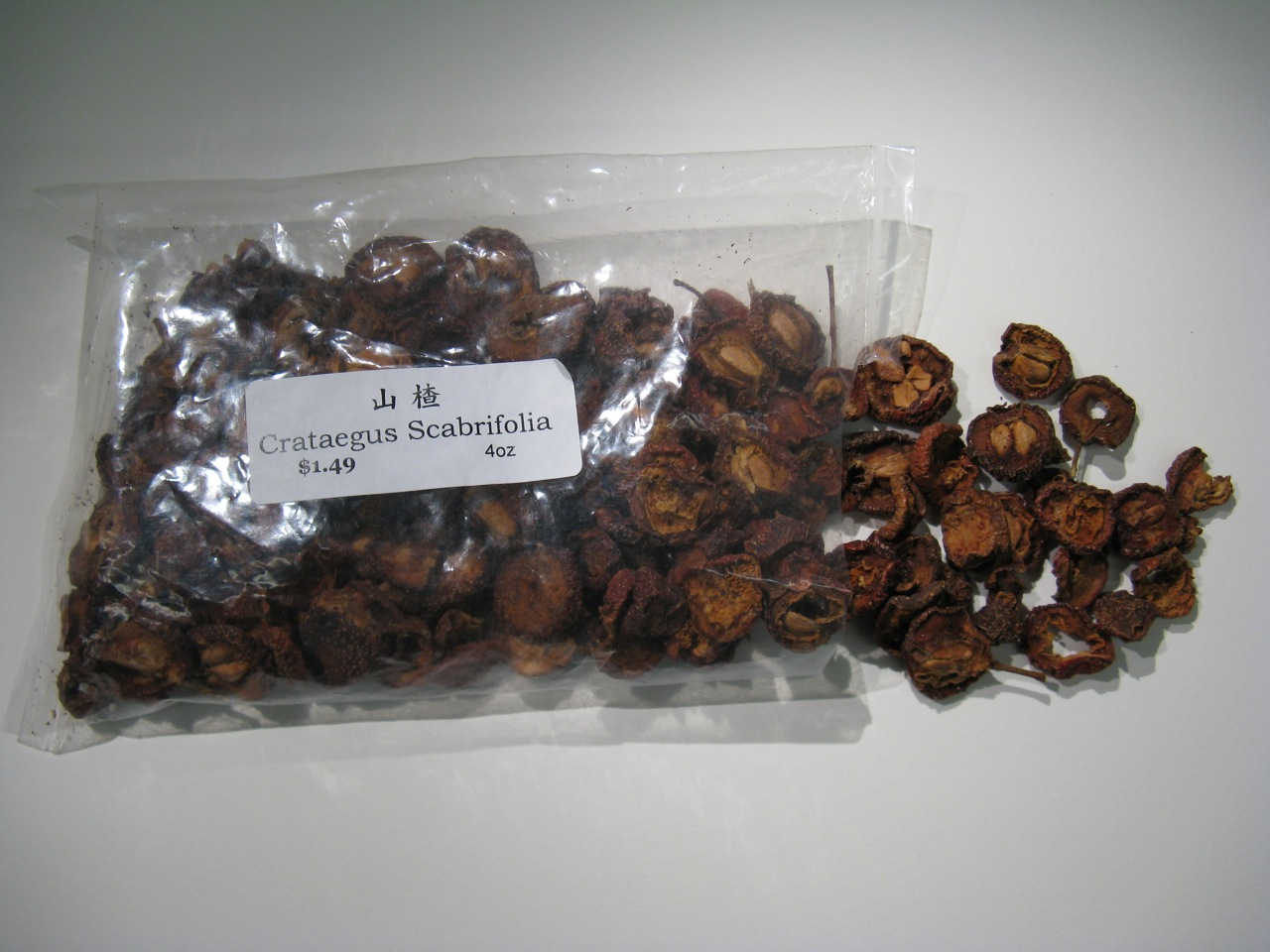
Crataegus scabrifoliaの乾果

サンザシ、オオミサンザシの果実の干したものは、生薬名で山査子（さんざし）といい、消化吸収を助ける作用がある。加味平胃散（かみへいいさん）、啓脾湯（けいひとう）などの漢方方剤に使われる。
セイヨウサンザシの果実や葉は、心悸亢進、心筋衰弱などの心臓病に使われる。また、現代のハーブ療法では、動脈硬化症の原因となる血管壁の蓄積物を軽減する作用があるとしている。
ロシア語でサンザシはバヤーリシュニク（Боярышник）と呼ばれる。アルコール（エタノール）に浸潤して薬用成分を抽出したチンキが製造され、薬局で販売されている。入浴剤やスキンローションといった薬用品として流通されているが、これらの薬用品は安価な代用酒として飲用もされている。エタノールの代わりに有毒なメタノールを用いた不正規品による被害も生じており、2016年12月にはイルクーツクを中心に多数の中毒死者が出、当局が非常事態を宣言した。

### サンザシ酒
味は甘酸っぱく、一部の中華料理店などでは、中国酒として供されている。またオランダに本社を置くボルス、デ・カイパーなどのリキュールメーカーからは、スロー・ジン（Sloe Gin）リキュールとして販売されている。

### ドライフルーツ
果実を潰して、砂糖や寒天などと混ぜ、棒状に成形して乾燥させたものが多い。中国では、「山査子餅」（シャンジャーズビン）(Haw flakes)という円柱状に成形した後、薄くスライスして10円玉のような形状にしたものも多く、酢豚の様な料理に入れる場合もある。

### 菓子
中国では「山査子餅」の他、「山査子糕」（シャンジャーズガオ）という平たい羊羹状の菓子も作られている。中国ではこの菓子を酢豚の酸味付けに使うこともある。
また竹串などに刺して、飴をかけた「冰糖葫芦」（ビンタンフール）という、りんご飴の様な駄菓子も街角で売られている。

### テホコテス
Crataegus pubescensの果実はメキシコではテホコテスと呼ばれ、生あるいは調理してよく食される。また、ジャムやキャンディの材料としても一般的。同属で最も活用されている種と言える。

## 主な種
| - Crataegus aemula - Rome Hawthorn - Crataegus aestivalis - May Hawthorn - Crataegus altaica - Altai Hawthorn - Crataegus ambigua - Russian Hawthorn - Crataegus ambitiosa - Grand Rapids Hawthorn - Crataegus anamesa - Fort Bend Hawthorn - Crataegus ancisa - Mississippi Hawthorn - Crataegus annosa - Phoenix City Hawthorn - Crataegus apiifolia - illegitimate name - Crataegus apiomorpha - Fort Sheridan Hawthorn - Crataegus aprica - Sunny Hawthorn - Crataegus arborea - Montgomery Hawthorn - Crataegus arcana - Carolina Hawthorn - Crataegus arnoldiana - Crataegus ater - Nashville Hawthorn - Crataegus austromontana - Valley Head Hawthorn - Crataegus azarolus - Azarole Hawthorn - Crataegus berberifolia - Crataegus biltmoreana - Crataegus boyntonii - Crataegus brachyacantha - Blueberry Haw - Crataegus calpodendron - Late Hawthorn - Crataegus canbyi - Crataegus chlorosarca - Crataegus chrysocarpa - Crataegus coccinea - Crataegus coccinioides - Crataegus collina - Crataegus columbiana - Crataegus compta - Crataegus crus-galli - Cockspur Thorn - Crataegus cuneata - サンザシ - Crataegus cupulifera - Crataegus dahurica - Crataegus douglasii - Black Hawthorn, Douglas hawthorn - Crataegus dsungarica (C. ×dsungarica) - Crataegus ellwangeriana - Crataegus erythropoda - Crataegus flabellata - Crataegus flava - Yellow-fruited Hawthorn - Crataegus fontanesiana - Crataegus harbisonii - Crataegus heldreichii - Crataegus heterophylla - Various-leaved Hawthorn - Crataegus holmesiana - Crataegus hupehensis - Crataegus intricata - Thicket Hawthorn, Intricate Hawthorn - Crataegus iracunda - Crataegus jackii | - Crataegus jonesae - Crataegus laevigata - Midland Hawthorn- English Hawthorn - Crataegus lavallei (C. ×lavallei) - Crataegus lepida - Crataegus mackenzii - Crataegus macrocarpa (C. ×macrocarpa) - Crataegus macrosperma - Crataegus marshallii - Parsley-leaved Hawthorn - Crataegus maximowiczii - Crataegus mercerensis - Crataegus mollis - Downy Hawthorn - Crataegus monogyna - Common Hawthorn - Crataegus nigra - Hungarian Hawthorn - Crataegus okanaganensis - Crataegus orientalis - Crataegus oxyacantha - セイヨウサンザシ - Crataegus pedicellata - Scarlet Hawthorn - Crataegus pentagyna - Crataegus peregrina - Crataegus phaenopyrum - Washington Hawthorn - Crataegus phippsii - Crataegus pinnatifida - オオミサンザシ - Crataegus pruinosa - Frosted Hawthorn - Crataegus pubescens - テホコテス - Crataegus pulcherrima - Crataegus punctata - Dotted Hawthorn, White Haw - Crataegus putnamiana - Crataegus rhipidophylla - Crataegus rivularis - Crataegus saligna - Crataegus sanguinea - Redhaw Hawthorn - Crataegus sargentii - Crataegus scabrida - Crataegus scabrifolia - Crataegus sinaica - (C. ×sinaica) - Za'rur - Crataegus spathulata - Littlehip Hawthorn - Crataegus submollis - Crataegus succulenta - Fleshy Hawthorn - Crataegus tanacetifolia - Crataegus tracyi - Crataegus triflora - Crataegus uniflora - Crataegus vailiae (C. ×vailiae) - Crataegus viridis - Green Hawthorn, including cultivar 'Winter King' - Crataegus visenda - Crataegus vulsa - Crataegus wattiana - Crataegus wilsonii |

### 代表的な改良品種
| - Crataegus × lavallei - Lavallée hawthorn - Crataegus × media - the name for C. monogyna–C. laevigata hybrids - Crataegus × mordenensis - Morden hawthorn - Crataegus × grignonensis - Grignon hawthorn, an unpublished name - Crataegus × smithiana - Red Mexican hawthorn, an unpublished name - Crataegus × ariifolia (= C. ariaefolia) |